# Pietro III di Russia
Pietro III di Russia (in russo Пётр III Фёдорович?, Pëtr III Fëdorovič /pʲɵtr ˈtrʲetʲɪɪ̯ ˈfʲɵdərəvʲɪt͡ɕ/) (Kiel, 21 febbraio 1728 – Ropša, 17 luglio 1762) è stato zar di Russia per sei mesi, nel 1762, duca di Holstein-Gottorp come Carlo Pietro Ulrico (in tedesco Karl Peter Ulrich) dal 1739 alla morte e re di Finlandia come Pietro I dal 1742 al 1743.
Figlio di Anna Petrovna Romanova, a sua volta figlia dello zar Pietro I e di Caterina I di Russia, e del duca Carlo Federico di Holstein-Gottorp, fu chiamato in Russia dall'imperatrice Elisabetta, sorella di sua madre, proclamato suo erede (1742), e fatto sposare (1745) a Sofia Augusta Federica di Anhalt-Zerbst (la futura Caterina II).
Ammiratore del militarismo prussiano e tenacemente attaccato al luteranesimo, rimase sempre estraneo alla Russia ed alla società russa: una politica estera poco attenta agli interessi russi, la riforma in senso prussiano dell'esercito, e soprattutto il suo carattere, gli inimicarono la guardia imperiale e la moglie, Caterina II di Russia, pochi mesi dopo l'insediamento lo estromise dal potere facendolo imprigionare.

## Biografia

### I primi anni ed il carattere

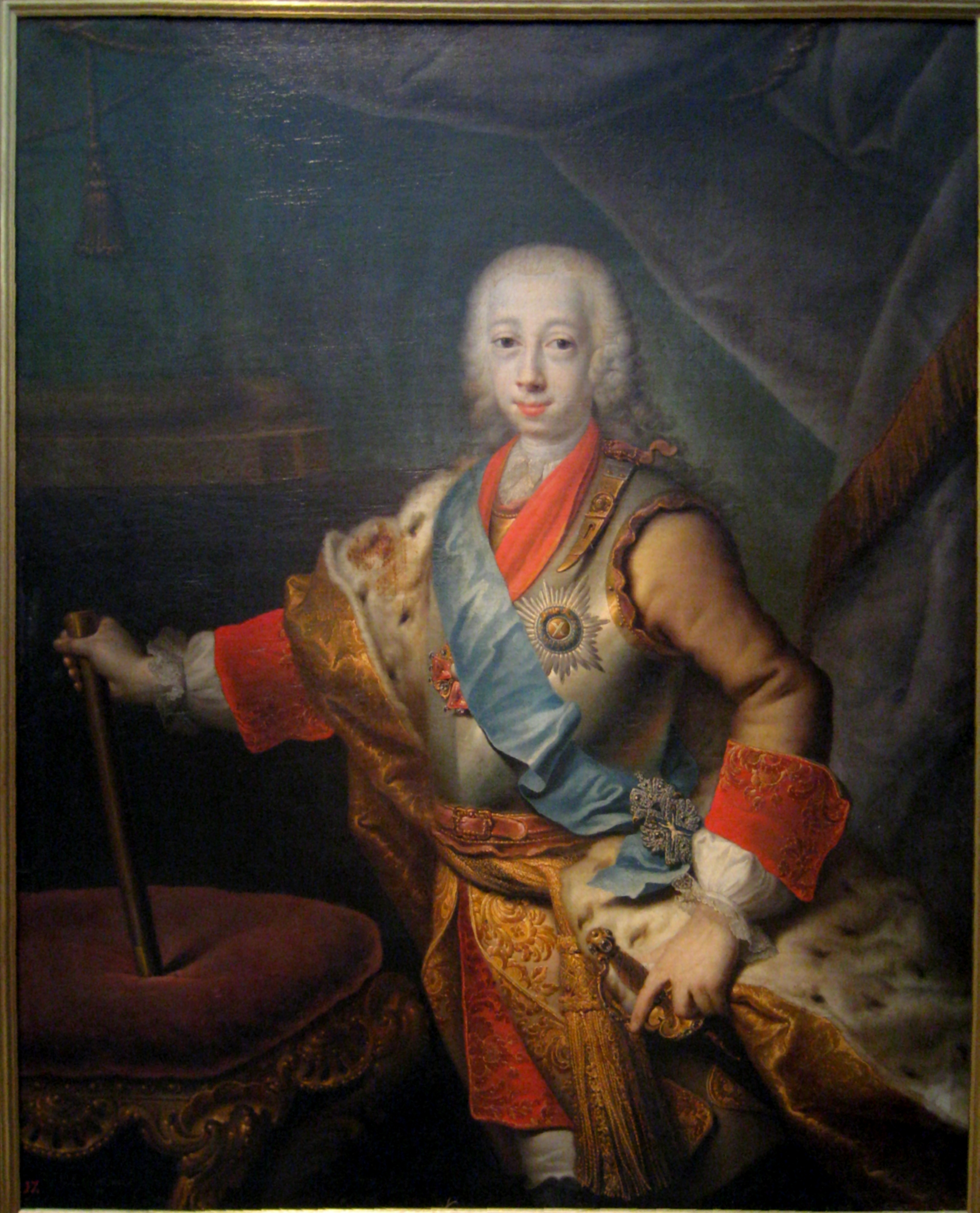
Il quattordicenne duca Carlo Pietro Ulrico di Holstein-Gottorp in un ritratto del 1743, dopo la sua proclamazione ad erede al trono di Russia

Pietro nacque a Kiel, nel ducato di Holstein-Gottorp, figlio del duca Carlo Federico di Holstein-Gottorp (1700-1739), nipote di Carlo XII di Svezia, e della gran principessa Anna Petrovna Romanova di Russia (1708-1728), figlia dello zar Pietro il Grande di Russia e della sua seconda moglie, Caterina I di Russia. Sua madre morì poco dopo la sua nascita, avendo contratto una pericolosa polmonite mentre assisteva ai fuochi d'artificio che erano parte delle festività in onore della nascita del piccolo. A 11 anni divenne duca di Holstein-Gottorp col nome di Carlo Pietro Ulrico e venne allevato da suo zio paterno, il vescovo Adolfo (poi re di Svezia).
Questo periodo alla corte svedese lo segnò profondamente, perché lo zio lo sottopose a una severa educazione, con tutori che spesso lo costringevano a rimanere in ginocchio sui ceci per diverse ore per temprare il suo corpo, al punto da non riuscire poi più a camminare correttamente per qualche tempo. La sua formazione culturale rimase però piuttosto limitata e, per quanto riguarda l'aspetto linguistico, a 13 anni conosceva solo il francese.
Una visione classica del carattere di Pietro venne descritto da sua moglie nelle sue memorie, descrivendolo come "l'idiota" oppure "l'ubriaco di Holstein” o ancora “il buono a nulla”. In tempi più recenti i redattori dell'Enciclopedia Britannica ne hanno riportato questa memoria:
Alcuni storici, però, hanno cercato nel corso dei secoli di rivedere le caratteristiche tradizionalmente rivolte a Pietro ed alla sua politica, come nel caso di A.S. Mylnikov che così descrive Pietro III:
La storica tedesca Elena Palmer giunse addirittura oltre, ritraendo Pietro III come uno zar aperto e colto che tentò di introdurre molte riforme coraggiose e persino democratiche nella fredda e statica Russia del XVIII secolo.

### Erede al trono russo ed il difficile matrimonio

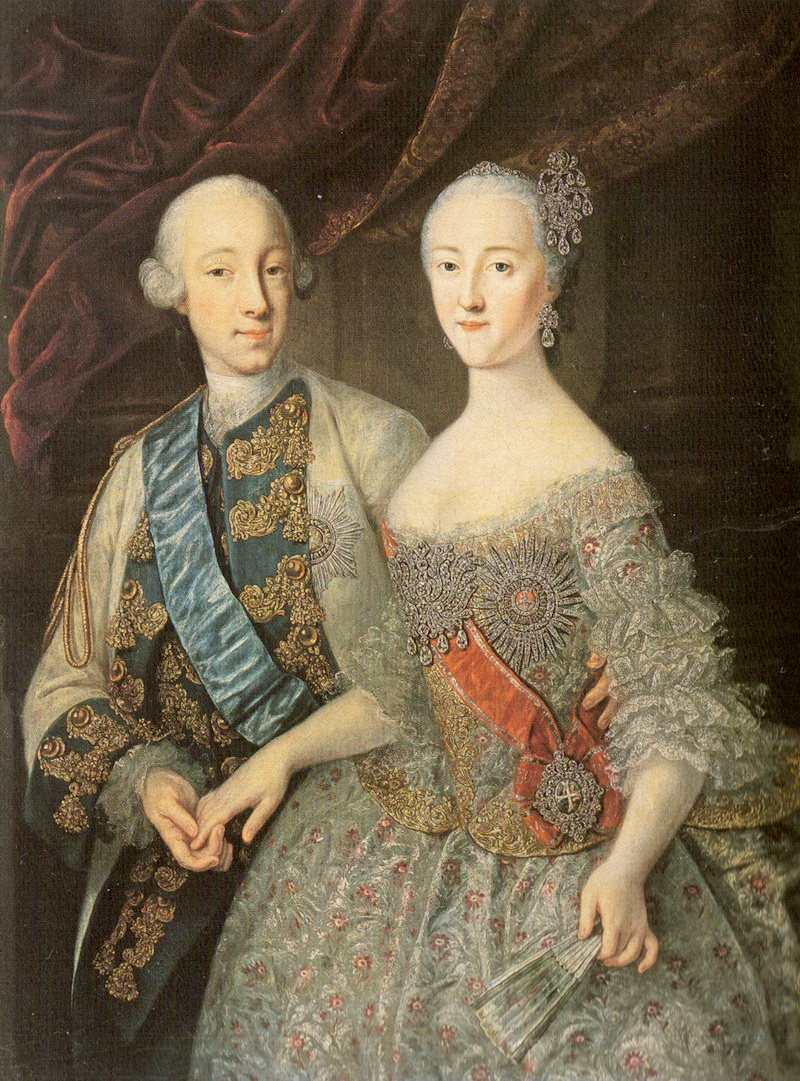
Pietro e Caterina

Quando la zia materna di Pietro, Elisabetta Petrovna, divenne zarina di Russia, trovandosi senza eredi, richiamò Pietro dalla Germania in Russia e lo proclamò suo erede universale nell'autunno del 1742, facendolo convertire alla religione russa ortodossa, assumendo il nome ed il titolo di zarevic Petr Fedorovic Romanov nel 1745.
Al primo incontro col nipote, Elisabetta venne colpita dall'ignoranza che egli dimostrò e si rammaricò profondamente del suo aspetto: magro, malaticcio e di colore malsano. Quando ella chiese conferma delle proprie impressioni al tutore di Pietro, l'accademico Jakob Stehlin, egli stilò un giudizio piuttosto particolare che vedeva il ragazzo come pigro ma talentuoso, talvolta spregiudicato e vanaglorioso, pur lodandone l'impegno per l'apprendimento dell'inglese che si sforzò di studiare a ogni modo con scarsi risultati al fine di entrare nel più vasto mondo della politica estera.
Già in precedenza, in quello stesso 1742, il quattordicenne Pietro era stato nominalmente indicato come re di Finlandia durante la guerra russo-svedese del 1741-1743 quando le truppe russe occuparono la Finlandia, ma fu poi la stessa zarina a rinunciare per sé e per il nipote Carlo Pietro Ulrico ai diritti su quel trono, non essendo intenzionata a favorire la creazione di uno stato indipendente finlandese. La pretesa al trono era basata sui suoi diritti al trono di Svezia in quanto discendente di Carlo XI di Svezia, che era anche granduca di Finlandia. Nell'ottobre sempre del 1742 fu scelto come successore del re Carlo XII di Svezia dal parlamento svedese, ma quando l'inviato svedese giunse a San Pietroburgo era troppo tardi e Pietro aveva già rinunciato ai propri diritti sul trono svedese in favore di quello russo.
La zarina Elisabetta combinò quindi il matrimonio tra Pietro e la sua seconda cugina, la principessa Sofia Augusta Federica di Anhalt-Zerbst, figlia di Cristiano Augusto di Anhalt-Zerbst (1690-1747) e di sua moglie Giovanna Elisabetta (1712-1760), allora sedicenne. La giovane principessa si convertì formalmente alla chiesa ortodossa russa e prese il nome di Caterina (Ekaterina Alekseevna Romanova).
Il matrimonio non fu felice, e otto anni dopo, non era nato nessun figlio. A causa delle insistenze della corte e ai timori dell'imperatrice a causa della successione incerta (la stessa zarina si era convinta che Pietro fosse incapace di generare figli), la giovane Caterina venne convinta a tralasciare la fedeltà coniugale per il bene della stabilità del trono russo: dopo aver iniziato una relazione con il suo primo amante, il nobile Sergej Saltykov, e dopo due aborti, Caterina concepì l'erede, lo zarevic Paolo. Dopo la sua nascita, il piccolo Paolo venne allontanato dalla madre per essere affidato alla zarina stessa, che permise a Pietro di vedere il piccolo appena una volta alla settimana.

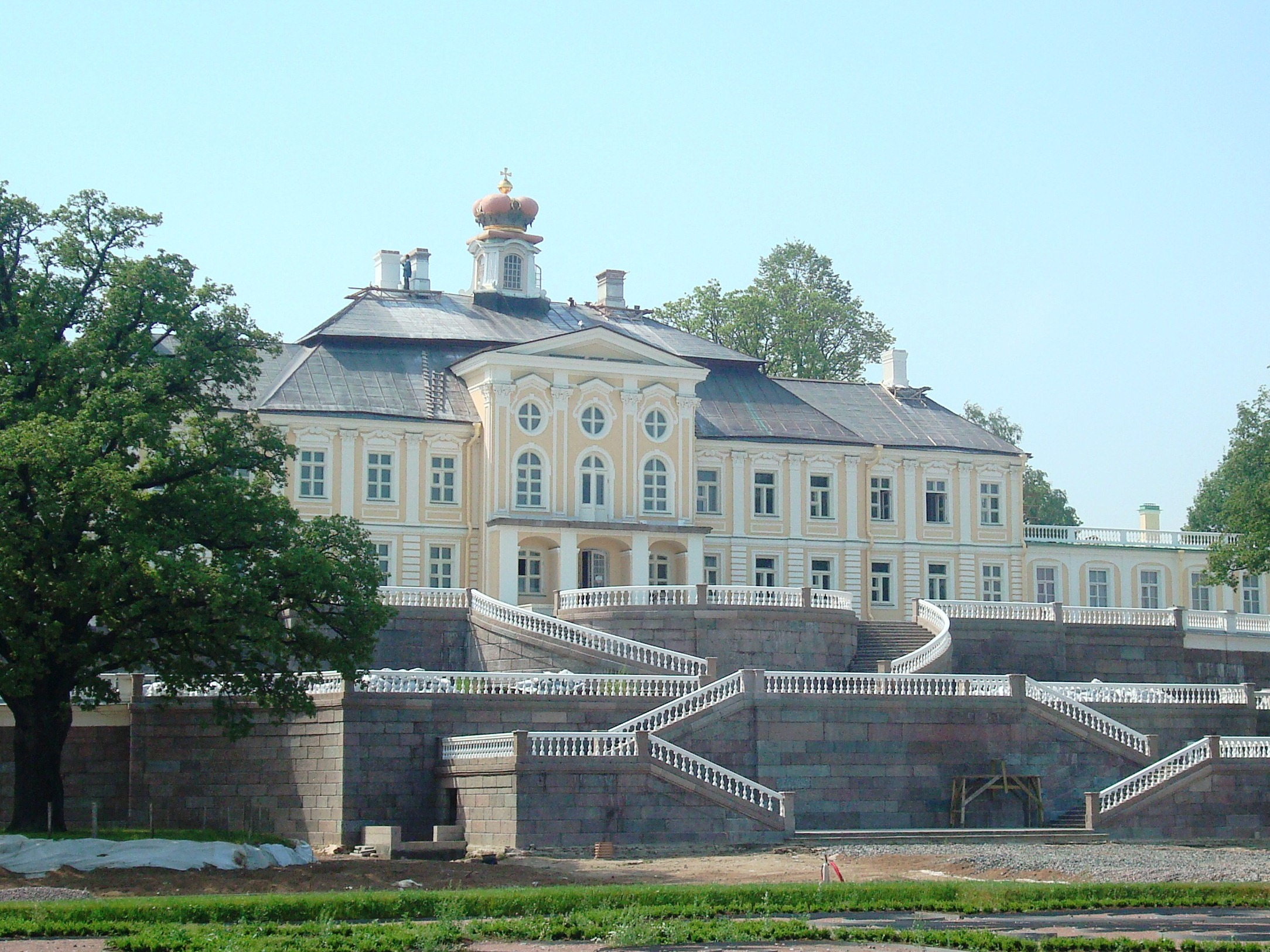
L'Oranienbaum, il palazzo ove Pietro visse per sedici anni come principe ereditario assieme alla moglie Caterina

Durante i loro sedici anni di residenza a Oranienbaum, vicino a San Pietroburgo, Caterina continuava a sentirsi umiliata dal fatto che il marito amoreggiasse liberamente anche con altre donne, come la nobile Elizaveta Romanovna Voroncova, e come tale rispose creandosi molti amanti, tra cui il noto Sergej Saltykov e altri. Nel 1756 ebbe una relazione sentimentale anche col nobile polacco (poi sovrano) Stanislao Augusto Poniatowski. Si creò così una situazione paradossale, ove a corte venivano realizzati sontuosi banchetti privati ai quali erano presenti sia Pietro e Caterina sia Elizaveta e Stanislao, il che fece sì che Pietro commentasse scherzosamente alla moglie: "Beh, come vedi non c'è bisogno di arrabbiarsi, entrambe le coppie convivono perfettamente". Nel 1757 Caterina diede alla luce una bambina a cui la zarina Elisabetta impose il nome della sua defunta sorella, Anna Petrovna Romanova, e come per Paolo, reclamò per sé anche lei. Secondo molti storici, il padre biologico era Poniatowski, ma Pietro la riconobbe come sua figlia. Anna morì all'età di 15 mesi.
Nel 1750 Pietro aveva ottenuto per la prima volta il permesso da parte della zarina di tenere un piccolo distaccamento di soldati ai suoi ordini (500 uomini nel 1758), che stanziò nella fortezza di Peterstadt e coi quali si divertiva a organizzare parate ed esercitazioni militari, dando sfogo alla sua passione per il mondo militare. Tra le altre passioni di Pietro vi era quella di suonare il violino.
Caterina non mancò nei suoi scritti di questo periodo di emettere giudizi severi sulla personalità e sulla cultura del marito, essendo ella di estrazione decisamente più avanzata:
Con questo commento Caterina denigrava anche la poca attenzione di Pietro per la storia russa e per la conoscenza di quel paese che un giorno si sarebbe dovuto trovare a governare, al punto che lo stesso Pietro dichiarò nel 1751, quando apprese della morte del re di Svezia:

### Il breve regno

#### La politica estera

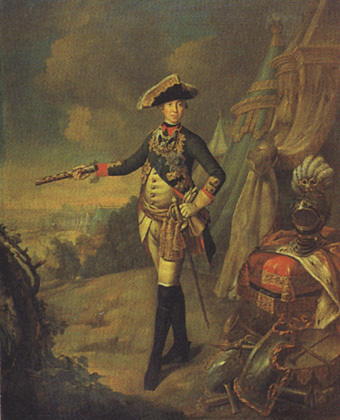
Pietro III di Russia sul campo di battaglia

Dopo che Pietro ebbe ottenuto il trono di Russia nel 1762, una delle sue prime azioni fu quella di ritirarsi dalla guerra dei Sette anni e siglare una pace con la Prussia (realizzando così il cosiddetto "miracolo della casata di Brandeburgo"). Egli rinunciò a tutte le conquiste della Russia in Prussia, offrendo anche 12.000 soldati per la causa prussiana al fine di ottenere un'alleanza con Federico II. La Russia passò così da nemico ad alleato della Prussia - le truppe russe vennero ritirate da Berlino e rivolte contro gli austriaci.
Questo drammatico spostamento nel bilanciamento dei poteri in Europa mutò sensibilmente il corso degli eventi, permettendo a Federico II di riprendere la Slesia meridionale e forzando l'Austria a negoziare.
Essendo anche duca di Holstein-Gottorp, Pietro aveva pianificato una guerra contro la Danimarca, in modo da riportare lo Schleswig nelle mani del suo ducato. Egli si focalizzò dunque nel siglare un'alleanza con Svezia ed Inghilterra per assicurarsi che non interferissero a favore della Danimarca, mentre si sforzava di concentrare le proprie truppe a Kolberg, nella Pomerania occupata dai russi. Allarmato da queste mosse lungo i propri confini di Stato, incapace di trovare alleati in grado di resistere all'aggressione russa, con poco denaro per foraggiare l'imminente guerra, il governo della Danimarca tentò nel giugno del 1762 di invadere la libera città di Amburgo, nella Germania del nord, al fine di ricavarvi territorio e fondi utili. Pietro considerò questo atto il casus belli e si preparò alla guerra aperta con la Danimarca.
Nel giugno di quell'anno il generale russo Pëtr Rumjancev radunò in Pomerania 40.000 soldati, pronti a fronteggiare i 27.000 uomini del generale francese Claude Louis, conte di Saint-Germain nel caso in cui la conferenza di pace russo-danese programmata per il 1º luglio 1762 a Berlino sotto il patronato di Federico II, avesse fallito il proprio intento. Poco dopo, a ogni modo, Pietro venne detronizzato e la conferenza non ebbe nemmeno luogo, lasciando insoluto il problema dello Schleswig, e Pietro venne accusato addirittura di aver pianificato una guerra non nell'interesse della Russia, pur sfruttando le truppe e le risorse che la sua posizione di zar gli metteva liberamente a disposizione.
Se la guerra di Pietro contro la Danimarca venne vista storicamente come un fallimento politico, alcuni storici vedono in questa operazione una volontà di espandere comunque il potere e l'influenza territoriale della Russia, con la conquista della Danimarca e del nord della Germania. Allo stesso modo, la sua alleanza con Prussia e Gran Bretagna dopo il trionfo di quest'ultima nella guerra dei Sette anni avrebbe potuto offrire più aiuti ai suoi piani contro l'Austria e contro la Francia.

#### Riforme interne
In contrasto con l'immagine tradizionale, che lo dipinse come una persona pigra e svogliata, nel suo breve regno di 186 giorni lo zar fu estremamente attivo e coinvolto negli affari di Stato: di mattina riceveva i rapporti nel suo ufficio, nel pomeriggio partecipava alle riunioni del senato e del consiglio.
La sua azione, sebbene in alcuni ambiti assai irruenta, è stata nel complesso coerente ed è costituita da circa 200 leggi e manifesti, elaborati quando era principe ereditario.
Tra di esse spicca la proclamazione della libertà religiosa, un fatto, per l'epoca, estremamente avanzato, la riforma processuale che rese pubblici i dibattimenti civili e penali, l'abolizione della polizia segreta, l'organo creato da Pietro I allo scopo di garantire la sicurezza del sovrano e ridotto a un mero strumento repressivo di cui era ben nota la tendenza a ricorrere alle torture più brutali.
Tale riforma non fu duratura, dal momento che Caterina ricreerà questa istituzione dopo la caduta di Pietro III e tale rimase sotto diverse forme sino all'istituzione del moderno KGB.
Nel campo della pubblica istruzione, lo zar ripristinò i decreti di Pietro I, imponendo inoltre che tutti gli aristocratici dovessero istruire i figli attraverso tutori e che dovessero darne comunicazione al senato.
Inoltre, Pietro III stabilì l'istituzione di molte scuole tecniche cittadine per ragazzi dei ceti medio-bassi della società russa dell'epoca.
Pietro incominciò la riorganizzazione e la modernizzazione dell'esercito russo, ma il breve tempo del suo governo non gli permise di attuare in toto il programma previsto.
Una delle sue riforme più popolari fu il manifesto del febbraio del 1762 che esentò la nobiltà dal servizio militare obbligatorio (stabilito da Pietro il Grande) e concesse a tutti la libertà di lavorare anche all'estero. Il giorno in cui Pietro III propose questo manifesto, il parlamento propose di costruire in suo onore una statua d'oro puro, ma Pietro rifiutò, preferendo che tale oro fosse usato per il bene della patria.
La politica economica di Pietro III giunse a riflettere l'influenza sempre crescente del capitalismo occidentale e della classe mercantile che lo sosteneva. Egli fondò la prima banca di stato in Russia, rifiutando il monopolio della nobiltà nell'ambito del commercio e incoraggiò il mercantilismo, favorendo le esportazioni e penalizzando le importazioni e giungendo a vietare addirittura l'importazione di zucchero e altri materiali che potevano essere reperiti entro i confini nazionali
Il breve regno di Pietro III riformò anche il problema del servaggio. Per la prima volta, l'uccisione da parte di un padrone di uno schiavo divenne punibile dalla legge russa. Ai contadini statali venne concesso uno status più elevato rispetto ai contadini di privati e molti schiavi che prestavano servizio sotto la chiesa vennero trasferiti al servizio dello Stato. Pietro III, inoltre, prese a cuore gli affari ecclesiastici, implementando il progetto di suo nonno di secolarizzare terre e possedimenti di proprietà di chiese e monasteri russi.
Pietro III fece parte della Massoneria.

#### La detronizzazione e la morte

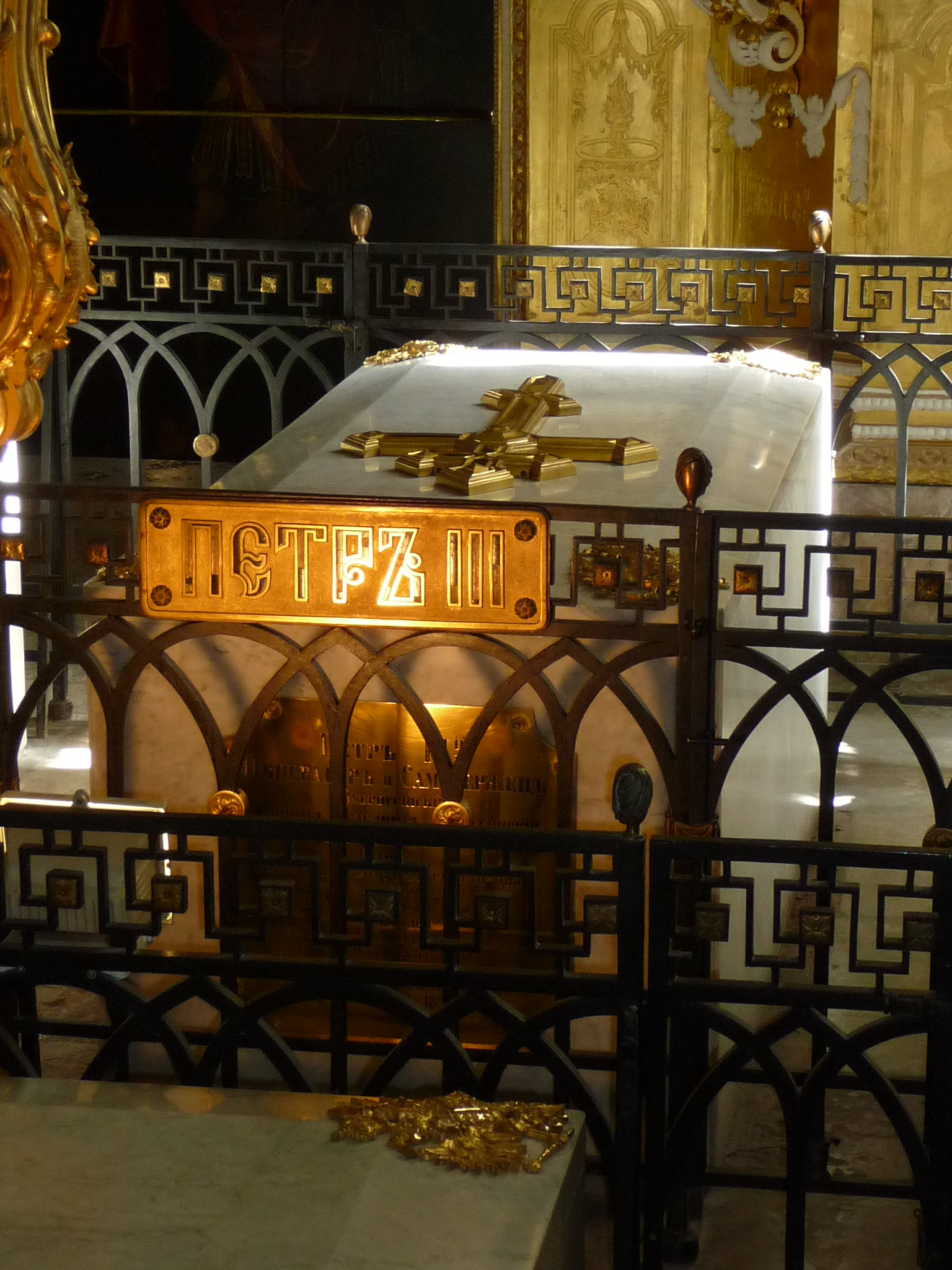
L'attuale tomba di Pietro III ove venne sepolto da Paolo I nel 1796

Delle prime avvisaglie per detronizzare Pietro dalla sua posizione erano emerse a partire dal 1756, quando era ormai chiaro che il peggioramento di salute della zarina Elisabetta e l'inizio della guerra dei Sette anni lo avrebbero portato presto sul trono.
Nel 1762 Caterina si rendeva ormai conto che non era possibile attendere oltre e che era necessario agire quanto prima per detronizzare definitivamente il marito, che era così infatuato della Prussia e delle sue riforme militari da dirigere la politica estera della Russia secondo i desideri di Federico II. Aiutata perciò dall'amante Grigorij Orlov, Caterina pianificò la detronizzazione di Pietro giocando d'anticipo, dal momento che lo zar, che aveva come amante Elizaveta Romanovna Voroncova, pensava di divorziare e di relegare la moglie in un monastero, come era uso in Russia per i mariti che avevano una consorte scomoda (Caterina, all'epoca dei fatti, era inoltre incinta al quinto mese di Orlov, al quale poi diede un figlio, Aleksej).
Grazie a Orlov e ai suoi fratelli ufficiali d'esercito, Caterina ottenne il sostegno della guardia d'onore di Pietro III, oltre che di gran parte della nobiltà. Ciò che fece precipitare velocemente gli eventi nella notte tra il 25 e il 26 giugno 1762 fu la notizia della volontà di Pietro III di divorziare, notizia che fu data a Caterina dalla principessa Ekaterina Romanovna Daskova, nata Voroncova, sorella di Elizaveta Voroncova, la quale ebbe una parte attiva negli avvenimenti, nonostante fosse molto giovane. L'annuncio era stato dato durante un banchetto pubblico pochi giorni prima e addirittura Ekaterina aveva detto a Caterina che le era stato possibile salvarsi da sicuro arresto grazie all'intervento dello zio di Pietro, il duca Giorgio di Holstein-Gottorp, ma che quest'occasione era solo mancata e che lo zar avrebbe presto tentato di estrometterla nuovamente dalla sua vita.
Tra le personalità di spicco dell'aristocrazia che presero parte alla cospirazione si ricordano Nikita Ivanovič Panin, Michail Volkonskij e Kirill Razumovskij.
Durante quei giorni, Pietro III si era recato alla residenza di Peterhof per festeggiare il proprio onomastico con la corte, prima di dare il via definitivo all'invio di truppe contro la Danimarca per l'inizio della nuova guerra. Le truppe della guardia di Pietro III circondarono il palazzo e lentamente si avvicinarono con una scusa all'imperatore, sino a giungere a circondarlo completamente e ad arrestarlo per ordine di Caterina. Uno dei congiurati, Razumovskij, così descrisse la scena:
Pietro III venne quindi costretto ad abdicare in favore della moglie, che a ogni modo lo fece rinchiudere in prigionia nella fortezza di Ropša, ove l'ex zar morì poco dopo. Il referto ufficiale di morte riportò numerosi problemi, tra cui una disfunzione cardiaca accompagnata da coliche e dalla presenza di emorroidi, il tutto peggiorato nel fisico da un consumo prolungato di alcolici. Già all'epoca di Caterina e ancora oggi permane il dubbio se il referto fosse da ritenersi attendibile o se piuttosto la zarina fosse stata la mandante dell'omicidio, intenzionata a liberarsi definitivamente dello scomodo marito. A favore della tesi di morte naturale propendono però oggi alcuni storici, sulla base degli esami medici sui resti dello zar e soprattutto sui documenti e sui certificati conservati. Gli esperti ritengono infatti che Pietro III soffrisse in realtà di un disturbo depressivo definito tecnicamente ciclotimia e che in questo periodo di prigionia tale disturbo avesse raggiunto il suo picco più intenso, al punto da causare la morte dello zar che, per una malformazione congenita, aveva un cuore più piccolo del normale, il che lo rendeva più esposto a problemi di natura circolatoria, ovvero a rischio di infarto o ictus. Per quanto riguarda il problema delle emorroidi, è lo stesso Pietro III a parlare del problema "di non poter star seduto" in diverse sue lettere anche antecedenti alla detronizzazione.
A molti anni di distanza dalla morte del padre, nel dicembre 1796 il nuovo zar Paolo I, che non apprezzava il gesto compiuto dalla madre e sospettava di lei come mandante dell'assassinio del genitore durante la prigionia, pretese che le spoglie del padre fossero riesumate e sepolte con tutti gli onori nella chiesa dei Santi Pietro e Paolo, dove gli altri zar sono a tutt'oggi sepolti.
Dopo la sua morte, si presentarono a corte quattro falsi Pietro III (cinque se si conta anche Šćepan Mali del Montenegro), supportati da rivolte tra il popolo che credette alle voci secondo cui Pietro non era morto, ma era stato segretamente imprigionato da Caterina. Il più famoso dei falsi Pietro fu il contadino cosacco Emel'jan Ivanovič Pugačëv che guidò la rivolta di Pugačëv del 1774, repressa duramente dalle forze di Caterina.

## Ascendenza
|                                    |                     |                                | Genitori                            |  |  | Nonni |  |  | Bisnonni                              |  |  | Trisnonni                        |  |
|                                    |                     |                                |                                     |  |  |       |  |  | Cristiano Alberto di Holstein-Gottorp |  |  | Federico III di Holstein-Gottorp |  |
|                                    |                     |                                |                                     |  |  |       |  |  | Cristiano Alberto di Holstein-Gottorp |  |  | Federico III di Holstein-Gottorp |  |
|                                    |                     | Maria Elisabetta di Sassonia   |                                     |  |  |       |  |  | Cristiano Alberto di Holstein-Gottorp |  |  |                                  |  |
| Federico IV di Holstein-Gottorp    |                     |                                |                                     |  |  |       |  |  | Cristiano Alberto di Holstein-Gottorp |  |  |                                  |  |
|                                    |                     | Federica Amalia di Danimarca   | Federico III di Danimarca           |  |  |       |  |  |                                       |  |  |                                  |  |
|                                    |                     | Federica Amalia di Danimarca   | Federico III di Danimarca           |  |  |       |  |  |                                       |  |  |                                  |  |
|                                    |                     | Federica Amalia di Danimarca   | Sofia Amelia di Brunswick-Lüneburg  |  |  |       |  |  |                                       |  |  |                                  |  |
| Carlo Federico di Holstein-Gottorp |                     | Federica Amalia di Danimarca   |                                     |  |  |       |  |  |                                       |  |  |                                  |  |
|                                    |                     | Carlo XI di Svezia             | Carlo X Gustavo di Svezia           |  |  |       |  |  |                                       |  |  |                                  |  |
|                                    |                     | Carlo XI di Svezia             | Carlo X Gustavo di Svezia           |  |  |       |  |  |                                       |  |  |                                  |  |
|                                    |                     | Carlo XI di Svezia             | Edvige Eleonora di Holstein-Gottorp |  |  |       |  |  |                                       |  |  |                                  |  |
| Edvige Sofia di Svezia             |                     | Carlo XI di Svezia             |                                     |  |  |       |  |  |                                       |  |  |                                  |  |
|                                    |                     | Ulrica Eleonora di Danimarca   | Federico III di Danimarca           |  |  |       |  |  |                                       |  |  |                                  |  |
|                                    |                     | Ulrica Eleonora di Danimarca   | Federico III di Danimarca           |  |  |       |  |  |                                       |  |  |                                  |  |
|                                    |                     | Ulrica Eleonora di Danimarca   | Sofia Amelia di Brunswick-Lüneburg  |  |  |       |  |  |                                       |  |  |                                  |  |
| Pietro III di Russia               |                     | Ulrica Eleonora di Danimarca   |                                     |  |  |       |  |  |                                       |  |  |                                  |  |
|                                    | Alessio I di Russia | Michele di Russia              |                                     |  |  |       |  |  |                                       |  |  |                                  |  |
|                                    | Alessio I di Russia | Michele di Russia              |                                     |  |  |       |  |  |                                       |  |  |                                  |  |
|                                    | Alessio I di Russia | Evdokija Luk'janovna Strešnëva |                                     |  |  |       |  |  |                                       |  |  |                                  |  |
| Pietro I di Russia                 | Alessio I di Russia |                                |                                     |  |  |       |  |  |                                       |  |  |                                  |  |
|                                    |                     | Natal'ja Kirillovna Naryškina  | Kirill Poluektovič Naryškin         |  |  |       |  |  |                                       |  |  |                                  |  |
|                                    |                     | Natal'ja Kirillovna Naryškina  | Kirill Poluektovič Naryškin         |  |  |       |  |  |                                       |  |  |                                  |  |
|                                    |                     | Natal'ja Kirillovna Naryškina  | Anna Leont'evna Leont'eva           |  |  |       |  |  |                                       |  |  |                                  |  |
| Anna Petrovna di Russia            |                     | Natal'ja Kirillovna Naryškina  |                                     |  |  |       |  |  |                                       |  |  |                                  |  |
|                                    |                     | Bernt Samuel Skowroński        | Bernt Skowroński                    |  |  |       |  |  |                                       |  |  |                                  |  |
|                                    |                     | Bernt Samuel Skowroński        | Bernt Skowroński                    |  |  |       |  |  |                                       |  |  |                                  |  |
|                                    |                     | Bernt Samuel Skowroński        | Eufemia                             |  |  |       |  |  |                                       |  |  |                                  |  |
| Caterina I di Russia               |                     | Bernt Samuel Skowroński        |                                     |  |  |       |  |  |                                       |  |  |                                  |  |
|                                    |                     | Elisabeth Eufemia Moritz       | Henrik Anton Moritz                 |  |  |       |  |  |                                       |  |  |                                  |  |
|                                    |                     | Elisabeth Eufemia Moritz       | Henrik Anton Moritz                 |  |  |       |  |  |                                       |  |  |                                  |  |
|                                    |                     | Elisabeth Eufemia Moritz       | Elisabeth Dorothea Tallberg         |  |  |       |  |  |                                       |  |  |                                  |  |
|                                    |                     | Elisabeth Eufemia Moritz       |                                     |  |  |       |  |  |                                       |  |  |                                  |  |